# Johann Stephan Heeren
Johann Stephan Heeren (getauft  26. Juni 1729 in Gottsbüren; † 10. Juni 1804 in Höxter) war ein deutscher Orgelbauer.

## Leben
Johann Stephan Heeren war der bedeutendste Vertreter der Orgelbauerdynastie in Gottsbüren, die von Joachim Kohlen (1598–1676) begründet und von dessen Sohn David Kohlen (1640–1737) und dem Enkel Stephan Kohlen (1687–1758) fortgeführt wurde. Johann Stephan Heeren war Enkel von Anna Kohlen und dem zugereisten Christoph Heeren. Am 26. Juni 1729 wird er als Sohn von David Heeren getauft. Als Heeren das Unternehmen übernahm,  firmierte es zunächst weiterhin unter dem Namen „Kohlen“. 1765 zog er nach Barntrup, kehrte in den 1770er Jahren aber nach Gottsbüren zurück und wurde von Landgraf Friedrich II. Heeren zum privilegierten Hoforgelbauer ernannt. Nicht sein ältester Sohn Friedrich David Heeren (* 24. Oktober 1769; † 12. Juli 1846) führte den Betrieb fort, sondern sein Sohn Johann Christoph (* 3. April 1775 in Gottesbüren). Heerens Tochter Anna Elisabeth heiratete am 7. Dezember 1784 Johann Friedrich Euler (* 19. April 1759; † 18. Juni 1795). Johann Christoph arbeitete in den letzten Lebensjahren des Vaters in der Werkstatt mit und übernahm sie nach dessen Tod, zusammen mit seinem Schwager Johann Dietrich Kuhlmann. Das Unternehmen wurde in „Heeren et Kuhlmann“ umbenannt. Nach dem frühen Tod von Euler heiratete Johann Dietrich Kuhlmann (um 1775–1846) die Witwe und übernahm 1804 die Werkstatt. Heerens Enkel Balthasar Conrad Euler stieg ab etwa 1815 in den Betrieb ein, der nun in „Euler und Kuhlmann“ umbenannt wurde. Seine Nachfahren führten den Familienbetrieb fort, der in Hofgeismar bis ins 20. Jahrhundert bestand und mit insgesamt zwölf Generationen als das älteste Orgelbau-Unternehmen in Deutschland gilt.

## Werk
Typisch für Heerens Bauweise sind die kleineren Spitztürme, die den größeren Mittelturm unmittelbar flankieren. In der Zierenberger Stadtkirche gestaltete Heeren 1756/57 statt der sonst üblichen mittleren Flachfelder kleine seitliche Pfeifenfelder, die zu den Pedaltürmen überleiten.

## Werkliste
| Jahr            | Ort            | Gebäude               | Bild | Manuale | Register | Bemerkungen |  |
| --------------- | -------------- | --------------------- | ---- | ------- | -------- | --- |  |
| 1756/57, 1787   | Zierenberg     | Stadtkirche           |      | I/P     | 12       | 1787 von Heeren um 5 Register erweitert                                                                                  |  |
| 1774–1777       | Kassel         | Kath. Elisabethkirche |      |         |          | Nicht erhalten |  |
| 1778            | Kassel         | Ev. Garnisonkirche    |      |         |          | Nicht erhalten |  |
| 1778–1785       | Bad Arolsen    | Stadtkirche           |      | II/P    | 26       | 1787 vollendet; Prospekt von Marcus Christoph Krau (1779–1782), Innenwerk von Dieter Noeske (1973)                       |  |
| 1787            | Wahmbeck       | Christophoruskirche   |      | I/p     | 6        | 1863 Erweiterung durch Balthasar Conrad Euler um zwei Pedalregister; erhalten                                            |  |
| 1787            | Veckerhagen    | Ev. Kirche            |      |         |          | Prospekt erhalten |  |
| 1788            | Willebadessen  | St. Liborius          |      |         |          | Mehrfach umgebaut |  |
| 1791            | Varlosen       | St. Michael           |      | I/P     | 12       | 2 Manualregister alternativ (durch Wechselschleifen) auch im Pedal zu benutzen; erhalten                                 |  |
| um 1792         | Löwenhagen     | Ev.-luth. Kirche      |      | I/P     | 14       | erhalten |  |
| 1795            | Lenglern       | St. Martini           |      | I/P     | 13       | erhalten; restauriert 1981 u. 2020/21                                                                                    |  |
| 1797            | Benterode      | Dorfkirche            |      | I/P     | 13       | 2 Manualregister alternativ (durch Wechselschleifen) auch im Pedal zu benutzen; Prospekt erhalten                        |  |
| 1798            | Oberelsungen   | Ev. Kirche            |      | I/P     | 13       | erhalten |  |
| 1799            | Lippoldshausen | Dorfkirche            |      |         |          | |  |
| um 1800 (1797?) | Landwehrhagen  | St. Petri             |      | I/P     | 16       | Nach Neubau der Kirche 1824 wiederaufgestellt durch Johann Dietrich Kuhlmann; 2004 restauriert durch Fa. Bosch; erhalten |  |
| 1799–1800       | Adelebsen      | St. Martini           |      | I/P     | 14       | Zusammen mit Johann Dietrich Kuhlmann; erhalten                                                                          |  |
| 1804            | Beverungen     | ??                    |      |         |          | |  |

Nicht gesichert sind die Zuschreibungen in Alverdissen, wo um 1800 ein kleines Werk (I/7) entstand, und Herlinghausen.